# Pygopleurus tristis
Pygopleurus tristis is een keversoort uit de familie Glaphyridae. De wetenschappelijke naam van de soort is voor het eerst geldig gepubliceerd in 1968 door Petrovitz.